# Muntz Jet
Muntz Jet, он же Muntz Road-Jet — американский малосерийный спортивный автомобиль, выпускавшийся с 1951 по 1954 год.
Прообразом Muntz Jet стал спортивный автомобиль Фрэнка Кёртиса, известного конструктора гоночных автомобилей, который выпускался с 1949 года принадлежавшей последнему небольшой фирмой Kurtis Kraft в Глендейле, штат Калифорния. Он получил определённую известность в автомобильных кругах Америки — его фотография даже появилась на обложке первого выпуска журнала Motor Trend. Кустарное производство шло очень медленно — всего Кёртис смог построить два прототипа и, по разным данным, от 16 до 36 товарных автомобилей (цифры разнятся в зависимости от того, учитываются ли только 16 машин, полностью собранных самим Кёртисом в Глендейле, или к ним добавляются также шасси и продававшиеся в несобранном виде кит-кары). Тем не менее, его разработки привлекли внимание эксцентричного промышленника Эрла Манца, сделавшего состояние на продаже подержанных автомобилей, а на тот момент занимавшегося выпуском телевизоров и одновременно мечтавшего основать автомобильную компанию своего имени.
В 1951 году Манц за $200,000 (называют также цифры $70,000 или $75,000) выкупил у Кёртиса производственные мощности, на которых тот собирал свои автомобили, и все права на их конструкцию, а его самого пригласил в свою фирму в качестве консультанта. По пожеланиям своего нового «босса» Кёртис удлинил колёсную базу автомобиля со 100 до 113 дюймов (2,870 мм) и добавил заднее сиденье с двумя дополнительными посадочными местами. Для компенсации увеличившейся массы автомобиля устанавливавшийся на «Кёртисы» фордовский нижнеклапанный V8 был заменён на 160-сильный верхнеклапанный V8 марки Cadillac с автоматической коробкой передач Hydramatic. Кроме того, была улучшена отделка салона. Остальные детали конструкции, а также специфический «торпедообразный» дизайн алюминиевого кузова, были практически полностью сохранены.
После этого машина уже перестала быть чисто-спортивной, оказавшись прообразом сугубо американского класса больших четырёхместных люксово-спортивных купе — Personal luxury cars, вроде Ford Thunderbird модели 1958 года и более поздних, завоевавшего впоследствии широкую популярность. Кёртис, весьма недовольный подобным развитием своих идей, вскоре вышел из дела, и дальнейшее развитие проекта происходило уже без его участия.
Всего в Глендейле было выпущено 28 автомобилей Muntz Jet первой производственной серии, после чего производство было перенесено на лучше оборудованное предприятие в Эванстоне, штат Иллинойс, а сам автомобиль — подвергнут основательной доработке. Кузов из алюминиевого на стальной раме (по воспоминаниям самого Манца — «проминавшегося, если облокотиться на него») стал цельностальным, при этом колёсная база снова немного выросла, на этот раз — до 116 дюймов (2,950 мм), как и масса — примерно на 200 кг. Место кадиллаковского мотора снова заняла продукция оказавшейся более сговорчивой Ford Motor Company, на этот раз — большой нижнеклапанный V8 марки Lincoln, в котором гидравлические компенсаторы клапанного зазора были заменены на обычные толкатели от унифицированного с ним двигателя грузовика «Форд». Новый двигатель был не столь мощным (зато, по утверждениям Манца, более надёжным) — но и с ним Jet легко разгонялся до весьма внушительных по тем временам 175 км/ч, а в рекордных заездах скорость практически серийной машины превышала 200 км/ч. Многие экземпляры «с завода» получали тюнинговые комплектующие, значительно повышавшие мощность двигателя по сравнению со стандартной версией. Коробка передач осталась автоматической, той же самой модели (в те годы она под обозначением Lincomatic устанавливалась и на самих «Линкольнах»), но за доплату к ней могла быть заказана внешняя повышающая передача (овердрайв) с электрическим приводом включения. Агрегаты шасси также поставлялись «Фордом» через посредничество местного дилера Benson Ford.
Так как машины изготавливались по индивидуальным заказам, все они имели между собой множество мелких различий — не существовало двух одинаковых «Джетов». Оборудование салона содержало несколько любопытных инноваций, выглядевших эксцентрично для своего времени, но ставших общепринятыми впоследствии. Так, именно Манц считается изобретателем центральной консоли между передними сиденьями, в которой устанавливалось радио фирмы Motorola, причём динамики располагались по бокам от ног водителя и переднего пассажира. Все автомобили этой модели имели поясные ремни безопасности — правда, бывшие в основном данью стилю, намекая на динамические возможности автомобиля и его родство с самолётами-истребителями. Многие из машин оснащались портативными проигрывателями звукозаписей на проволоке (магнитная лента ещё не вошла в обиход) или радиотелефоном. В подлокотники по бокам от заднего сидения были встроены минибар и ледник. Варианты отделки салона включали змеиную кожу, кожу эму, шкуру аллигатора и леопарда.
Подготовка производства второй производственной серии Jet обошлась Манцу баснословно дёшево — по его собственной оценке всего в $75,000. Однако оборотной стороной такой дешевизны производственной оснастки стал огромный объём ручного труда, уходившего на каждый экземпляр автомобиля — в частности, кузов изготавливался практически полностью вручную, без использования штамповочного оборудования, причём Манц требовал прецизионного качества изготовления и подгонки кузовных панелей. При американских расценках на труд квалифицированных рабочих это означало огромные затраты на оплату рабочей силы, которые достигали $2,000 на каждый выпущенный экземпляр (цена серийного «Форда» или «Шевроле» в богатой комплектации). В целом же себестоимость каждого автомобиля достигала $6,500, при розничной цене $5,500.
Muntz Jet реализовался путём прямых продаж от производителя, без системы дилеров или посредников (как и телевизоры Muntz). Так как оригинальными в автомобиле были только рама и кузов, его техническое обслуживание могло производиться в любом автосервисе, занимавшемся обслуживанием «Фордов», что было оговорено в специальном контракте, заключенном между фирмой Манца и Ford Motor Company.
Будучи гениальным рекламщиком, Манц сумел организовать первоклассную компанию по продвижению автомобиля своего имени, в которой были задействованы издания уровня The Wall Street Journal. В результате машина с достаточно примитивным дизайном, выпускавшаяся по сути в полукустарных условиях, получила широкую известность и внимание деятелей эстрады и шоу-бизнеса. Среди её владельцев оказались звезда немого кино Клара Боу, певец Вик Дамон, саксофонист Фредди Мартин, комик Эд Гарднер и Стивен Крэйн, муж голливудской актрисы Ланы Тёрнер.
Хотя успех автомобиля и тешил самолюбие Манца, с коммерческой точки зрения Muntz Jet оказался совершенно провальным проектом — каждый выпущенный экземпляр вместо прибыли приносил $1,000 убытков. На последних серийных автомобилях трудоёмкое в изготовлении и тяжёлое стальное оперение кузова было заменено на стеклопластиковое, а нижнеклапанный двигатель — на новый верхнеклапанный Lincoln Y-Block.
Всего было выпущено по разным данным от примерно 200 до примерно 400 автомобилей данной модели (по данным самого Манца — 394, по результатам подсчёта серийных номеров — 198). Самый ранний из известных «Джетов» имеет серийный номер 2, а самый поздний — 349. В настоящее время известно, по разным данным, от примерно 40 до 49 сохранившихся экземпляров.
К 1955 модельному году был разработан вариант фейслифтинга, включавший более современный на тот момент дизайн передка, но из-за банкротства фирмы в конце 1954 года производство его так и не началось. Вся производственная оснастка была уничтожена.